# Elif Batuman
Elif Batuman (New York, 1977) è una scrittrice e giornalista statunitense.
Scrive per la rivista The New Yorker.

## Biografia
Elif Batuman è nata a New York da genitori turchi. È cresciuta nel New Jersey. 
Ha studiato presso il College di Harvard e ha conseguito un dottorato in letteratura comparata all'Università di Stanford.
Nel 2010 pubblica il suo primo libro I posseduti: Storie di grandi romanzieri russi e dei loro lettori, una raccolta di materiale da lei precedentemente scritto e pubblicato sulle riviste New Yorker, Harper's Magazine e N+1, basato sulle proprie esperienze personali e narrante il suo periodo di studi a Stanford.  
Nel 2017 pubblica il suo secondo libro, L'idiota, un romanzo di formazione fortemente basato sull'esperienza personale della scrittrice. Nel romanzo, è possibile ritrovare l'Università di Harvard negli anni novanta e l'esperienza di insegnamento della lingua inglese in Ungheria, che la Batuman ha compiuto nell'estate del 1996. 
L'idiota è stato finalista nel 2018 del Premio Pulitzer per la narrativa.

## Influenze
La letteratura russa e il suo studio hanno un ruolo importante nel lavoro di Batuman. 
Elif Batuman ha affermato in un'intervista che il suo amore per la letteratura russa è iniziato con la lettura Arcipelago Gulag di Aleksandr Solženicyn al liceo. 
Inoltre, all'interno delle sue opere si possono trovare spesso omaggi allo scrittore russo Fëdor Dostoevskij.

## Opere
- I posseduti. Storie di grandi romanzieri russi e dei loro lettori, Einaudi, 2012, ISBN 9788806206826.
- L'idiota, Einaudi, 2018, ISBN 9788806217570.
- Either/Or, Penguin Press, 2022, ISBN 9781787333864